# Dasychira didyma
Dasychira didyma är en fjärilsart som beskrevs av Collenette 1956. Dasychira didyma ingår i släktet Dasychira och familjen tofsspinnare. Inga underarter finns listade i Catalogue of Life.